# Danh sách di sản văn hóa Tây Ban Nha được quan tâm ở tỉnh Málaga
Danh sách di sản văn hóa Tây Ban Nha được quan tâm ở Málaga (tỉnh).

## Di tích theo thành phố

### A

#### Alameda, Málaga
| Tên                    | Dạng                                                         | Địa điểm        | Tọa độ                                        | Số hồ sơ tham khảo? | Ngày nhận danh hiệu? | Hình ảnh                         |
| ---------------------- | ------------------------------------------------------------ | --------------- | --------------------------------------------- | ------------------- | -------------------- | -------------------------------- |
| Lâu đài Zalia          | Di tích Kiến trúc quân sự Thời gian: Thế kỷ 10 đến Thế kỷ 15 | Alcaucín        | 36°54′14″B 4°08′36″T / 36,903889°B 4,143333°T | RI-51-0008002       | 25-06-1985           | Castillo de Zalia · Upload image |
| Lâu đài Árabe Salia    | Di tích                                                      | Alameda, Málaga |                                               | RI-51-0007324       | 13-01-1993           | Upload image                     |
| Hang Boquete Zafarraya | Zona arqueológica                                            | Alameda, Málaga |                                               | RI-55-0000189       | 02-04-1996           | Upload image                     |

#### Alfarnatejo
| Tên          | Dạng    | Địa điểm    | Tọa độ | Số hồ sơ tham khảo? | Ngày nhận danh hiệu? | Hình ảnh     |
| ------------ | ------- | ----------- | ------ | ------------------- | -------------------- | ------------ |
| Abrigos Vilo | Di tích | Alfarnatejo |        | RI-51-0011296       | 25-06-1985           | Upload image |

#### Algarrobo, Tây Ban Nha
| Tên                          | Dạng    | Địa điểm               | Tọa độ | Số hồ sơ tham khảo? | Ngày nhận danh hiệu? | Hình ảnh     |
| ---------------------------- | ------- | ---------------------- | ------ | ------------------- | -------------------- | ------------ |
| Tháp Ladeada hay Portichuelo | Di tích | Algarrobo, Tây Ban Nha |        | RI-51-0008004       | 22-06-1993           | Upload image |

#### Alhaurín de la Torre
| Tên               | Dạng    | Địa điểm             | Tọa độ | Số hồ sơ tham khảo? | Ngày nhận danh hiệu? | Hình ảnh     |
| ----------------- | ------- | -------------------- | ------ | ------------------- | -------------------- | ------------ |
| Tháp Alhaurín     | Di tích | Alhaurín de la Torre |        | RI-51-0011257       | 25-06-1985           | Upload image |
| Tháp Almendral Ii | Di tích | Alhaurín de la Torre |        | RI-51-0011258       | 25-06-1985           | Upload image |
| Tháp canh Vega    | Di tích | Alhaurín de la Torre |        | RI-51-0011259       | 25-06-1985           | Upload image |
| Tháp Lagar        | Di tích | Alhaurín de la Torre |        | RI-51-0011260       | 25-06-1985           | Upload image |
| Tháp Portón       | Di tích | Alhaurín de la Torre |        | RI-51-0011261       |                      | Upload image |

#### Alhaurín el Grande
| Tên                                   | Dạng    | Địa điểm           | Tọa độ | Số hồ sơ tham khảo? | Ngày nhận danh hiệu? | Hình ảnh     |
| ------------------------------------- | ------- | ------------------ | ------ | ------------------- | -------------------- | ------------ |
| Nhà thờ Encarnación (Alhaurín Grande) | Di tích | Alhaurín el Grande |        | RI-51-0011174       | 03-02-2004           | Upload image |
| Lâu đài Fahala                        | Di tích | Alhaurín el Grande |        | RI-51-0008005       | 22-06-1993           | Upload image |
| Tháp Ubrique                          | Di tích | Alhaurín el Grande |        | RI-51-0008006       | 22-06-1993           | Upload image |
| Lâu đài Benamaquiz                    | Di tích | Alhaurín el Grande |        | RI-51-0008007       | 22-06-1993           | Upload image |
| Lâu đài (Alhaurín Grande)             | Di tích | Alhaurín el Grande |        | RI-51-0011262       | 25-06-1985           | Upload image |

#### Almogia
| Tên                       | Dạng    | Địa điểm | Tọa độ | Số hồ sơ tham khảo? | Ngày nhận danh hiệu? | Hình ảnh     |
| ------------------------- | ------- | -------- | ------ | ------------------- | -------------------- | ------------ |
| Lâu đài (Almogia)         | Di tích | Almogia  |        | RI-51-0008008       | 22-06-1993           | Upload image |
| Muros Lâu đài Santi Petri | Di tích | Almogia  |        | RI-51-0008009       | 22-06-1993           | Upload image |
| Tháp Cortijo Grande       | Di tích | Almogía  |        | RI-51-0011263       | 25-06-1985           | Upload image |
| Abrigos Venta Frailes     | Di tích | Almogía  |        | RI-51-0011297       | 25-06-1985           | Upload image |
| Abrigos Chirino           | Di tích | Almogía  |        | RI-51-0011298       | 25-06-1985           | Upload image |
| Nhà trú tạm Đồi Trébedes  | Di tích | Almogía  |        | RI-51-0011299       | 25-06-1985           | Upload image |
| Tháp Venta Fraile         | Di tích | Almogia  |        | RI-51-0011264       | 25-06-1985           | Upload image |

#### Álora
| Tên                | Dạng    | Địa điểm | Tọa độ | Số hồ sơ tham khảo? | Ngày nhận danh hiệu? | Hình ảnh     |
| ------------------ | ------- | -------- | ------ | ------------------- | -------------------- | ------------ |
| Castillejo (Álora) | Di tích | Álora    |        | RI-51-0011265       | 25-06-1985           | Upload image |
| Lâu đài Álora      | Di tích | Álora    |        | RI-51-0000740       | 03-06-1931           | Upload image |

#### Alozaina
| Tên                | Dạng    | Địa điểm | Tọa độ | Số hồ sơ tham khảo? | Ngày nhận danh hiệu? | Hình ảnh                              |
| ------------------ | ------- | -------- | ------ | ------------------- | -------------------- | ------------------------------------- |
| Lâu đài Alozaina   | Di tích | Alozaina |        | RI-51-0011266       | 25-06-1985           | Upload image                          |
| Tháp María Sagredo |         | Alozaina |        | RI-51-0008010       | 22-06-1993           | Torre de María Sagredo · Upload image |

#### Antequera
| Tên                                            | Dạng                        | Địa điểm  | Tọa độ                                        | Số hồ sơ tham khảo? | Ngày nhận danh hiệu? | Hình ảnh                                                          |
| ---------------------------------------------- | --------------------------- | --------- | --------------------------------------------- | ------------------- | -------------------- | ----------------------------------------------------------------- |
| Alcazaba Antequera                             | Di tích Kiến trúc phòng thủ | Antequera | 37°00′51″B 4°33′26″T / 37,014206°B 4,557157°T | RI-51-0008011       | 22-06-1993           | Alcazaba de Antequera · Upload image                              |
| Lâu đài Jévar                                  | Di tích                     | Antequera |                                               | RI-51-0011267       | 25-06-1985           | Upload image                                                      |
| Quần thể Histórico Artístico Antequera         | Khu phức hợp lịch sử        | Antequera | 37°00′57″B 4°33′45″T / 37,015712°B 4,562373°T | RI-53-0000161       | 07-06-1973           | Conjunto Histórico Artístico de Antequera (Málaga) · Upload image |
| Dolmen Menga, Dolmen Romeral và Dolmen Viera   | Zona arqueológica           | Antequera |                                               | RI-55-0000900       | 27-01-2009           | Dólmenes de Antequera · Upload image                              |
| Tường urbana                                   | Di tích Kiến trúc phòng thủ | Antequera | 37°00′50″B 4°33′27″T / 37,013868°B 4,557592°T | RI-51-0011268       | 25-06-1985           | Muralla urbana · Upload image                                     |
| Tháp Pontón (Antequera)                        | Di tích                     | Antequera |                                               | RI-51-0011269       | 25-06-1985           | Upload image                                                      |
| Villa romana Estación                          | Zona arqueológica           | Antequera |                                               | RI-55-0000854       | 14-03-2006           | Upload image                                                      |
| Khu dân cư và nghĩa địa tardorromana Angostura | Zona arqueológica           | Antequera |                                               | RI-55-0000196       | 10-10-2006           | Upload image                                                      |
| Gallumbar                                      | Zona arqueológica           | Antequera |                                               | RI-55-0000208       | 24-10-2006           | Upload image                                                      |
| Nghĩa địa Alcaide                              | Zona arqueológica           | Antequera |                                               | RI-55-0000516       | 06-02-1996           | Upload image                                                      |
| Aratispi                                       | Zona arqueológica           | Antequera |                                               | RI-55-0000523       | 06-02-1996           | Upload image                                                      |
| Singilia Barba                                 | Zona arqueológica           | Antequera |                                               | RI-55-0000525       | 06-02-1996           | Upload image                                                      |
| Hang Chivos                                    | Di tích                     | Antequera |                                               | RI-51-0011300       | 25-06-1985           | Upload image                                                      |
| Nhà thờ và Bệnh viện San Juan Dios             | Di tích                     | Antequera |                                               | RI-51-0011538       | 27-09-2005           | Upload image                                                      |
| Tu viện Madre Dios Monteagudo                  | Di tích                     | Antequera |                                               | RI-51-0012065       |                      | Upload image                                                      |
| Real Colegiata Santa María Mayor               | Di tích                     | Antequera | 37°00′51″B 4°33′22″T / 37,014167°B 4,556111°T | RI-51-0001148       | 02-03-1944           | Real Colegiata de Santa María la Mayor (Antequera) · Upload image |
| Nhà thờ Nuestra Señora Carmen (Antequera)      | Di tích                     | Antequera |                                               | RI-51-0004225       | 02-04-1976           | Iglesia de Nuestra Señora del Carmen (Antequera) · Upload image   |
| Hang Menga                                     | Di tích                     | Antequera |                                               | RI-51-0000253       | 12-07-1923           | Cueva de la Menga · Upload image                                  |
| Hang Viera                                     | Di tích                     | Antequera |                                               | RI-51-0000254       | 12-07-1923           | Cueva de Viera · Upload image                                     |
| Nhà hoang Virgen Espera. Cổng Nazarí           | Di tích                     | Antequera |                                               | RI-51-0000738       | 03-06-1931           | Upload image                                                      |
| Dolmen Cueva Romeral                           | Di tích                     | Antequera |                                               | RI-51-0000741       | 03-06-1931           | Dolmen Cueva del Romeral · Upload image                           |
| Nhà thờ San Francisco (Antequera)              | Di tích                     | Antequera |                                               | RI-51-0003905       | 17-05-1973           | Upload image                                                      |
| Nhà thờ Nuestra Señora Remedios (Antequera)    | Di tích                     | Antequera |                                               | RI-51-0003906       | 17-05-1973           | Upload image                                                      |
| Tháp Hacho                                     | Di tích                     | Antequera |                                               | RI-51-0008012       | 22-06-1993           | Upload image                                                      |

#### Árchez
| Tên            | Dạng    | Địa điểm | Tọa độ | Số hồ sơ tham khảo? | Ngày nhận danh hiệu? | Hình ảnh                        |
| -------------- | ------- | -------- | ------ | ------------------- | -------------------- | ------------------------------- |
| Alminar Árchez | Di tích | Árchez   |        | RI-51-0004353       | 20-04-1979           | Alminar (Árchez) · Upload image |

#### Archidona
| Tên                                    | Dạng                 | Địa điểm  | Tọa độ                                        | Số hồ sơ tham khảo? | Ngày nhận danh hiệu? | Hình ảnh                                                          |
| -------------------------------------- | -------------------- | --------- | --------------------------------------------- | ------------------- | -------------------- | ----------------------------------------------------------------- |
| Nhà trú tạm Cortijo Escardadera        | Di tích              | Archidona |                                               | RI-51-0011302       |                      | Upload image                                                      |
| Quần thể Histórico Artístico Archidona | Khu phức hợp lịch sử | Archidona | 37°05′39″B 4°23′25″T / 37,094108°B 4,390347°T | RI-53-0000240       | 22-12-1980           | Conjunto Histórico Artístico de Archidona · Upload image          |
| Hang Grajas                            | Di tích              | Archidona |                                               | RI-51-0011301       | 25-06-1985           | Upload image                                                      |
| Lâu đài Archidona                      | Di tích              | Archidona |                                               | RI-51-0008013       | 22-06-1993           | Castillo Árabe en la sierra de la Virgen de Gracia · Upload image |

#### Ardales
| Tên             | Dạng    | Địa điểm                        | Tọa độ | Số hồ sơ tham khảo? | Ngày nhận danh hiệu? | Hình ảnh                                                                       |
| --------------- | ------- | ------------------------------- | ------ | ------------------- | -------------------- | ------------------------------------------------------------------------------ |
| Hang Ardales    | Di tích | Ardales                         |        | RI-51-0011303       | 25-06-1985           | Upload image                                                                   |
| Bobastro        | Di tích | Ardales Las Mesas de Villaverde |        | RI-51-0000737       | 03-06-1931           | Iglesia Rupestre y Ruinas de Bobastro (Las Mesas de Villaverde) · Upload image |
| Lâu đài Ardales | Di tích | Ardales                         |        | RI-51-0008014       | 22-06-1993           | Upload image                                                                   |
| Lâu đài Turón   | Di tích | Ardales                         |        | RI-51-0008015       | 22-06-1993           | Upload image                                                                   |

#### Arenas, Málaga
| Tên                           | Dạng    | Địa điểm                | Tọa độ | Số hồ sơ tham khảo? | Ngày nhận danh hiệu? | Hình ảnh     |
| ----------------------------- | ------- | ----------------------- | ------ | ------------------- | -------------------- | ------------ |
| Nhà thờ Concepción (Daimalos) | Di tích | Arenas, Málaga Daimalos |        | RI-51-0011172       | 03-02-2004           | Upload image |
| Lâu đài Benthomiz             | Di tích | Arenas, Málaga          |        | RI-51-0008016       | 22-06-1993           | Upload image |

#### Atajate
| Tên             | Dạng    | Địa điểm | Tọa độ | Số hồ sơ tham khảo? | Ngày nhận danh hiệu? | Hình ảnh     |
| --------------- | ------- | -------- | ------ | ------------------- | -------------------- | ------------ |
| Lâu đài Atajate | Di tích | Atajate  |        | RI-51-0011271       | 25-06-1985           | Upload image |

### B

#### Benadalid
| Tên                | Dạng    | Địa điểm  | Tọa độ | Số hồ sơ tham khảo? | Ngày nhận danh hiệu? | Hình ảnh     |
| ------------------ | ------- | --------- | ------ | ------------------- | -------------------- | ------------ |
| Lâu đài Benadalid  | Di tích | Benadalid |        | RI-51-0008022       | 22-06-1993           | Upload image |
| Castillejo Frontón | Di tích | Benadalid |        | RI-51-0008023       | 22-06-1993           | Upload image |

#### Benahavís
| Tên                | Dạng    | Địa điểm  | Tọa độ | Số hồ sơ tham khảo? | Ngày nhận danh hiệu? | Hình ảnh     |
| ------------------ | ------- | --------- | ------ | ------------------- | -------------------- | ------------ |
| Lâu đài Montemayor | Di tích | Benahavís |        | RI-51-0008017       | 22-06-1993           | Upload image |
| Tháp Campanillas   | Di tích | Benahavís |        | RI-51-0008018       | 22-06-1993           | Upload image |
| Tháp Estéril       | Di tích | Benahavís |        | RI-51-0008019       | 22-06-1993           | Upload image |
| Tháp Lechera       | Di tích | Benahavís |        | RI-51-0008020       | 22-06-1993           | Upload image |
| Tháp Tramores      | Di tích | Benahavís |        | RI-51-0008021       | 22-06-1993           | Upload image |

#### Benalmádena, Tây Ban Nha
| Tên                        | Dạng    | Địa điểm                 | Tọa độ | Số hồ sơ tham khảo? | Ngày nhận danh hiệu? | Hình ảnh                                    |
| -------------------------- | ------- | ------------------------ | ------ | ------------------- | -------------------- | ------------------------------------------- |
| Hang Toro (Benalmádena)    | Di tích | Benalmádena, Tây Ban Nha |        | RI-51-0011304       | 25-06-1985           | Upload image                                |
| Tháp Muelle                | Di tích | Benalmádena, Tây Ban Nha |        | RI-51-0008024       | 22-06-1993           | Torre del Muelle · Upload image             |
| Tháp Quebrada              | Di tích | Benalmádena, Tây Ban Nha |        | RI-51-0008025       | 22-06-1993           | Torre Quebrada (Benalmádena) · Upload image |
| Tháp Bermeja (Benalmádena) | Di tích | Benalmádena, Tây Ban Nha |        | RI-51-0008026       | 22-06-1993           | Torre Bermeja (Benalmádena) · Upload image  |

#### Benaoján
| Tên         | Dạng              | Địa điểm | Tọa độ                                        | Số hồ sơ tham khảo? | Ngày nhận danh hiệu? | Hình ảnh                          |
| ----------- | ----------------- | -------- | --------------------------------------------- | ------------------- | -------------------- | --------------------------------- |
| Hang Gato   | Di tích           | Benaoján |                                               | RI-51-0011305       | 25-06-1985           | Cueva del Gato · Upload image     |
| Hang Pileta | Zona arqueológica | Benaoján | 36°41′34″B 5°16′08″T / 36,692786°B 5,268974°T | RI-55-0000394       | 25-04-1924           | Cueva de la Pileta · Upload image |

### C

#### Campillos
| Tên                        | Dạng    | Địa điểm  | Tọa độ | Số hồ sơ tham khảo? | Ngày nhận danh hiệu? | Hình ảnh                                                       |
| -------------------------- | ------- | --------- | ------ | ------------------- | -------------------- | -------------------------------------------------------------- |
| Nhà thờ Reposo (Campillos) | Di tích | Campillos |        | RI-51-0011224       | 05-10-2004           | Iglesia Parroquial de Nuestra Señora del Reposo · Upload image |

#### Canillas de Aceituno
| Tên                              | Dạng    | Địa điểm             | Tọa độ | Số hồ sơ tham khảo? | Ngày nhận danh hiệu? | Hình ảnh     |
| -------------------------------- | ------- | -------------------- | ------ | ------------------- | -------------------- | ------------ |
| Tháp Lâu đài (Canillas Aceituno) | Di tích | Canillas de Aceituno |        | RI-51-0008028       | 22-06-1993           | Upload image |

#### Cañete la Real
| Tên                    | Dạng    | Địa điểm       | Tọa độ | Số hồ sơ tham khảo? | Ngày nhận danh hiệu? | Hình ảnh                                  |
| ---------------------- | ------- | -------------- | ------ | ------------------- | -------------------- | ----------------------------------------- |
| Lâu đài Đồi Castillejo | Di tích | Cañete la Real |        | RI-51-0011272       | 25-06-1985           | Upload image                              |
| Tháp Vijan             | Di tích | Cañete la Real |        | RI-51-0011273       | 25-06-1985           | Upload image                              |
| Atalayón               | Di tích | Cañete la Real |        | RI-51-0011274       | 25-06-1985           | Upload image                              |
| Lâu đài Hins-Canit     | Di tích | Cañete la Real |        | RI-51-0008029       | 22-06-1993           | Castillo de Cañete la Real · Upload image |
| Lâu đài Ortejícar      | Di tích | Cañete la Real |        | RI-51-0008030       | 22-06-1993           | Upload image                              |

#### Carratraca
| Tên                         | Dạng                 | Địa điểm   | Tọa độ                                        | Số hồ sơ tham khảo? | Ngày nhận danh hiệu? | Hình ảnh                                      |
| --------------------------- | -------------------- | ---------- | --------------------------------------------- | ------------------- | -------------------- | --------------------------------------------- |
| Centro histórico Carratraca | Khu phức hợp lịch sử | Carratraca | 36°51′10″B 4°49′13″T / 36,852806°B 4,820337°T | RI-53-0000560       | 25-05-2004           | Centro histórico de Carratraca · Upload image |
| Sima Curra                  | Di tích              | Carratraca |                                               | RI-51-0011306       | 25-06-1985           | Upload image                                  |

#### Cártama
| Tên                                         | Dạng                              | Địa điểm | Tọa độ                                        | Số hồ sơ tham khảo? | Ngày nhận danh hiệu? | Hình ảnh                                                          |
| ------------------------------------------- | --------------------------------- | -------- | --------------------------------------------- | ------------------- | -------------------- | ----------------------------------------------------------------- |
| Nhà trú tạm Đồi Viejas                      | Di tích                           | Cártama  |                                               | RI-51-0011307       | 25-06-1985           | Upload image                                                      |
| Tàn tích Tường (Cártama)                    | Di tích                           | Cártama  |                                               | RI-51-0008031       | 22-06-1993           | Upload image                                                      |
| Lâu đài Cártama                             | Di tích Kiến trúc quân sự Lâu đài | Cártama  | 36°42′32″B 4°37′45″T / 36,709024°B 4,629126°T | RI-51-0008032       | 22-06-1993           | Castillo del "Cerro de la Ermita" · Upload image                  |
| Nhà hoang Nuestra Señora Remedios (Cártama) | Di tích                           | Cártama  |                                               | RI-51-0005263       | 28-09-2004           | Ermita de Nuestra Señora de los Remedios (Cártama) · Upload image |

#### Casabermeja
| Tên                                   | Dạng              | Địa điểm    | Tọa độ                                        | Số hồ sơ tham khảo? | Ngày nhận danh hiệu? | Hình ảnh                                   |
| ------------------------------------- | ----------------- | ----------- | --------------------------------------------- | ------------------- | -------------------- | ------------------------------------------ |
| Abrigos Peña Cabrera                  | Di tích           | Casabermeja |                                               | RI-51-0011308       | 25-06-1985           | Upload image                               |
| Nghĩa địa Las Chaperas                | Zona arqueológica | Casabermeja |                                               | RI-55-0000524       | 06-02-1996           | Upload image                               |
| Cementerio San Sebastián (Nhàbermeja) | Di tích           | Casabermeja | 36°53′43″B 4°25′30″T / 36,895353°B 4,425131°T | RI-51-0011603       | 20-06-2006           | Cementerio de San Sebastián · Upload image |
| Tháp Zambra                           | Di tích           | Casabermeja |                                               | RI-51-0008033       | 22-06-1993           | Upload image                               |

#### Casarabonela
| Tên                                | Dạng    | Địa điểm     | Tọa độ | Số hồ sơ tham khảo? | Ngày nhận danh hiệu? | Hình ảnh     |
| ---------------------------------- | ------- | ------------ | ------ | ------------------- | -------------------- | ------------ |
| Cueva Raja Retuntún                | Di tích | Casarabonela |        | RI-51-0011309       | 25-06-1985           | Upload image |
| Pháo đài Árabe "Refugio Rey Chico" | Di tích | Casarabonela |        | RI-51-0008034       | 22-06-1993           | Upload image |

#### Casares (Málaga)
| Tên                    | Dạng                 | Địa điểm         | Tọa độ                                        | Số hồ sơ tham khảo? | Ngày nhận danh hiệu? | Hình ảnh                        |
| ---------------------- | -------------------- | ---------------- | --------------------------------------------- | ------------------- | -------------------- | ------------------------------- |
| Lacipo                 | Zona arqueológica    | Casares (Málaga) |                                               | RI-55-0000521       | 06-02-1996           | Upload image                    |
| Villa Nhàres           | Khu phức hợp lịch sử | Casares (Málaga) | 36°26′42″B 5°16′24″T / 36,444934°B 5,273234°T | RI-53-0000215       | 17-02-1978           | Villa de Casares · Upload image |
| Lâu đài Árabe (Nhàres) | Di tích              | Casares (Málaga) |                                               | RI-51-0008035       | 22-06-1993           | Upload image                    |
| Lâu đài Alechipe       | Di tích              | Casares (Málaga) |                                               | RI-51-0008036       | 22-06-1993           | Upload image                    |
| Tháp "Salto Mora"      | Di tích              | Casares (Málaga) |                                               | RI-51-0008037       | 22-06-1993           | Upload image                    |

#### Coín
| Tên                                        | Dạng              | Địa điểm | Tọa độ | Số hồ sơ tham khảo? | Ngày nhận danh hiệu? | Hình ảnh                                                           |
| ------------------------------------------ | ----------------- | -------- | ------ | ------------------- | -------------------- | ------------------------------------------------------------------ |
| Lâu đài Coín                               | Di tích           | Coín     |        | RI-51-0011275       | 25-06-1985           | Upload image                                                       |
| Tu viện và Nhà thờ Santa María Encarnación | Di tích           | Coín     |        | RI-51-0012170       | 20-05-2008           | Convento e Iglesia de Santa María de la Encarnación · Upload image |
| Khu dân cư tiền sử Llano Virgen            | Zona arqueológica | Coín     |        | RI-55-0000508       | 09-07-1996           | Upload image                                                       |

#### Comares
| Tên                       | Dạng    | Địa điểm | Tọa độ | Số hồ sơ tham khảo? | Ngày nhận danh hiệu? | Hình ảnh     |
| ------------------------- | ------- | -------- | ------ | ------------------- | -------------------- | ------------ |
| Aljibe Mazmúllar          | Di tích | Comares  |        | RI-51-0000739       | 03-06-1931           | Upload image |
| Lâu đài "Thành đá Tajona" | Di tích | Comares  |        | RI-51-0008038       | 22-06-1993           | Upload image |

#### Cuevas del Becerro
| Tên            | Dạng    | Địa điểm           | Tọa độ | Số hồ sơ tham khảo? | Ngày nhận danh hiệu? | Hình ảnh     |
| -------------- | ------- | ------------------ | ------ | ------------------- | -------------------- | ------------ |
| Đồi Castillejo | Di tích | Cuevas del Becerro |        | RI-51-0011276       | 25-06-1985           | Upload image |

### E

#### El Burgo
| Tên                              | Dạng    | Địa điểm | Tọa độ | Số hồ sơ tham khảo? | Ngày nhận danh hiệu? | Hình ảnh     |
| -------------------------------- | ------- | -------- | ------ | ------------------- | -------------------- | ------------ |
| Lâu đài Miraflores (Piedrabuena) | Di tích | El Burgo |        | RI-51-0008027       | 22-06-1993           | Upload image |

#### Estepona
| Tên                                         | Dạng              | Địa điểm | Tọa độ | Số hồ sơ tham khảo? | Ngày nhận danh hiệu? | Hình ảnh                            |
| ------------------------------------------- | ----------------- | -------- | ------ | ------------------- | -------------------- | ----------------------------------- |
| Modificación delimitación Villa Romana Tháp | Zona arqueológica | Estepona |        | RI-55-0000509-00001 | 07-09-1999           | Upload image                        |
| Villa romana Las Tháp                       | Zona arqueológica | Estepona |        | RI-55-0000509       | 02-04-1996           | Upload image                        |
| Lâu đài San Luis                            | Di tích           | Estepona |        | RI-51-0011277       | 25-06-1985           | Castillo de San Luis · Upload image |
| Tháp Baños hay Nhà Sola                     | Di tích           | Estepona |        | RI-51-0008039       | 22-06-1993           | Upload image                        |
| Tháp Saladillo                              | Di tích           | Estepona |        | RI-51-0008040       | 22-06-1993           | Upload image                        |
| Lâu đài " Nicio"                            | Di tích           | Estepona |        | RI-51-0008041       | 22-06-1993           | Upload image                        |
| Tháp Arroyo Baqueros                        | Di tích           | Estepona |        | RI-51-0008042       | 22-06-1993           | Upload image                        |
| Tháp Sala Vieja                             | Di tích           | Estepona |        | RI-51-0008043       | 22-06-1993           | Upload image                        |
| Tháp Padrón                                 | Di tích           | Estepona |        | RI-51-0008044       | 22-06-1993           | Upload image                        |
| Tháp Velerín                                | Di tích           | Estepona |        | RI-51-0008045       | 22-06-1993           | Upload image                        |
| Tháp Guadalmansa                            | Di tích           | Estepona |        | RI-51-0008046       | 22-06-1993           | Torre de Guadalmansa · Upload image |

### F

#### Frigiliana
| Tên                | Dạng    | Địa điểm   | Tọa độ | Số hồ sơ tham khảo? | Ngày nhận danh hiệu? | Hình ảnh     |
| ------------------ | ------- | ---------- | ------ | ------------------- | -------------------- | ------------ |
| Lâu đài Frigiliana | Di tích | Frigiliana |        | RI-51-0011278       | 25-06-1985           | Upload image |

#### Fuengirola
| Tên                                                | Dạng              | Địa điểm   | Tọa độ | Số hồ sơ tham khảo? | Ngày nhận danh hiệu? | Hình ảnh                        |
| -------------------------------------------------- | ----------------- | ---------- | ------ | ------------------- | -------------------- | ------------------------------- |
| Lâu đài Sohail                                     | Di tích           | Fuengirola |        | RI-51-0011279       | 25-06-1985           | Castillo de Suel · Upload image |
| Tháp Blanca (Fuengirola)                           | Di tích           | Fuengirola |        | RI-51-0008047       | 22-06-1993           | Upload image                    |
| Entorno Lâu đài Fuengirola và Khu vực Arqueológico | Zona arqueológica | Fuengirola |        | RI-55-0000089       | 27-10-1978           | Upload image                    |
| Khu vực Termas Romanas                             | Zona arqueológica | Fuengirola |        | RI-55-0000180       | 08-11-2005           | Upload image                    |
| Termas romanas Thápblanca Sol                      | Zona arqueológica | Fuengirola |        | RI-55-0000213       | 08-11-2005           | Upload image                    |

### G

#### Gaucín
| Tên            | Dạng    | Địa điểm | Tọa độ                                        | Số hồ sơ tham khảo? | Ngày nhận danh hiệu? | Hình ảnh                           |
| -------------- | ------- | -------- | --------------------------------------------- | ------------------- | -------------------- | ---------------------------------- |
| Lâu đài Águila | Di tích | Gaucín   | 36°31′02″B 5°18′44″T / 36,517203°B 5,312136°T | RI-51-0008048       | 22-06-1993           | Castillo del Águila · Upload image |

### I

#### Istán
| Tên            | Dạng    | Địa điểm | Tọa độ | Số hồ sơ tham khảo? | Ngày nhận danh hiệu? | Hình ảnh     |
| -------------- | ------- | -------- | ------ | ------------------- | -------------------- | ------------ |
| Alquería Árabe | Di tích | Istán    |        | RI-51-0008049       | 22-06-1993           | Upload image |

### M

#### Macharaviaya
| Tên          | Dạng                  | Địa điểm     | Tọa độ                         | Số hồ sơ tham khảo? | Ngày nhận danh hiệu? | Hình ảnh                    |
| ------------ | --------------------- | ------------ | ------------------------------ | ------------------- | -------------------- | --------------------------- |
| Macharaviaya | Lịch sử và nghệ thuật | Macharaviaya | 36°45′B 4°12′T / 36,75°B 4,2°T | RI-53-0000284       | 12-01-1983           | Macharaviaya · Upload image |

#### Málaga
| Tên                                                          | Dạng                            | Địa điểm                             | Tọa độ                                                | Số hồ sơ tham khảo? | Ngày nhận danh hiệu? | Hình ảnh                                                                                       |
| ------------------------------------------------------------ | ------------------------------- | ------------------------------------ | ----------------------------------------------------- | ------------------- | -------------------- | ---------------------------------------------------------------------------------------------- |
| Alcazaba Málaga                                              | Di tích                         | Málaga                               | 36°43′17″B 4°24′56″T / 36,721338°B 4,415565°T         | RI-51-0000729       | 03-06-1931           | Alcazaba con sus Puertas de Granados y del Cristo · Upload image                               |
| Centro Cultural Provincial (Málaga)                          | Di tích                         | Málaga                               |                                                       | RI-51-0004905       | 23-06-1983           | Antigua Casa Cuna · Upload image                                                               |
| Lưu trữ lịch sử Provincial Málaga                            | Lưu trữ                         | Málaga                               |                                                       | RI-AR-0000038       | 10-11-1997           | Archivo Histórico Provincial de Málaga · Upload image                                          |
| Thư viện Provincial Málaga                                   | Thư viện                        | Málaga                               | 36°43′17″B 4°26′42″T / 36,7215049977°B 4,4449487329°T | RI-BI-0000004       | 25-06-1985           | Upload image                                                                                   |
| Nhà Calle Salinas, 4                                         | Di tích                         | Málaga                               |                                                       | RI-51-0009245       | 23-10-2007           | Casa de la Calle Salinas, 4 · Upload image                                                     |
| Fundación Picasso                                            | Di tích                         | Málaga                               | 36°43′27″B 4°25′04″T / 36,72403°B 4,417708°T          | RI-51-0004836       | 25-03-1983           | Casa Natal de Pablo Ruiz Picasso · Upload image                                                |
| Lâu đài Gibralfaro                                           | Di tích                         | Málaga                               | 36°43′25″B 4°24′40″T / 36,72353°B 4,4111°T            | RI-51-0000730       | 03-06-1931           | Castillo de Gibralfaro · Upload image                                                          |
| Lâu đài Santa Catalina (Málaga)                              | Di tích                         | Málaga                               |                                                       | RI-51-0005379       | 19-12-1989           | Upload image                                                                                   |
| Lâu đài Santo Pitar                                          | Di tích                         | Málaga                               |                                                       | RI-51-0008051       | 22-06-1993           | Upload image                                                                                   |
| Chimenea Central Térmica Misericordia                        | Di tích                         | Málaga                               | 36°41′00″B 4°26′50″T / 36,68342°B 4,44726°T           | RI-51-0011227       | 20-12-2005           | Chimenea de la Central Térmica de la Misericordia · Upload image                               |
| Nhà Consulado (Málaga)                                       | Di tích                         | Málaga                               |                                                       | RI-51-0000251       | 12-07-1923           | Consulado de Málaga · Upload image                                                             |
| Málaga                                                       | Lịch sử và nghệ thuật           | Málaga                               | 36°43′15″B 4°25′16″T / 36,720767°B 4,421045°T         | RI-53-0000107       | 12-03-1970           | Ciudad de Málaga · Upload image                                                                |
| Tu viện Trinidad (Málaga)                                    | Di tích                         | Málaga                               |                                                       | RI-51-0004402       | 25-01-1980           | Upload image                                                                                   |
| Cueva Navarro                                                | Di tích                         | Málaga                               |                                                       | RI-51-0011310       | 25-06-1985           | Upload image                                                                                   |
| Nhà thờ San Pedro (Málaga)                                   | Di tích                         | Málaga                               |                                                       | RI-51-0011327       | 11-01-2005           | Iglesia de San Pedro (Málaga) · Upload image                                                   |
| Nhà thờ Santiago Apóstol (Málaga)                            | Di tích                         | Málaga                               | 36°43′20″B 4°25′03″T / 36,722222°B 4,4175°T           | RI-51-0012062       | 21-11-2006           | Iglesia de Santiago Apóstol · Upload image                                                     |
| Nhà thờ Santo Domingo Guzmán (Málaga)                        | Di tích                         | Málaga                               |                                                       | RI-51-0005383       | 24-03-1998           | Iglesia del Convento de Santo Domingo · Upload image                                           |
| Jardín Botánico Concepción                                   | Jardín histórico                | Málaga                               | 36°45′38″B 4°25′35″T / 36,760653°B 4,426356°T         | RI-52-0000023       | 27-09-1943           | Jardín del Parque de la Concepción · Upload image                                              |
| Jardín histórico Retiro                                      | Jardín histórico                | Málaga                               |                                                       | RI-52-0000043       | 08-02-1984           | Upload image                                                                                   |
| Mesón Victoria                                               | Di tích                         | Málaga                               | 36°43′12″B 4°25′29″T / 36,72°B 4,424722°T             | RI-51-0001626       | 17-11-1964           | Mesón de la Victoria · Upload image                                                            |
| Tường Nazarí và Muro Portuario                               | Di tích                         | Málaga                               |                                                       | RI-51-0005438       | 18-04-1995           | Muralla Nazarí y Muro Portuario · Upload image                                                 |
| Bảo tàng Málaga#Bảo tàng Khảo cổ Provincial (1947-1973)      | Di tích                         | Málaga                               |                                                       | RI-51-0001385       | 01-03-1962           | Museo Arqueológico de la Alcazaba · Upload image                                               |
| Bảo tàng Málaga#Bảo tàng Provincial Bellas Artes (1913-1973) | Di tích                         | Málaga                               |                                                       | RI-51-0001386       | 01-03-1962           | Museo Provincial de Bellas Artes (Málaga) · Upload image                                       |
| Cung điện Condes Buenavista                                  | Di tích                         | Málaga                               | 36°43′18″B 4°25′06″T / 36,721667°B 4,418333°T         | RI-51-0001103       | 28-12-1939           | Palacio de los Condes de Buenavista · Upload image                                             |
| Cung điện Villalcázar                                        | Di tích                         | Málaga                               | 36°43′11″B 4°25′04″T / 36,719722°B 4,417778°T         | RI-51-0004238       | 03-12-1976           | Palacio de Villalcázar · Upload image                                                          |
| Cung điện Episcopal Málaga                                   | Di tích                         | Málaga                               | 36°43′13″B 4°25′13″T / 36,72032°B 4,420291°T          | RI-51-0004355       | 27-04-1979           | Palacio Episcopal de Málaga · Upload image                                                     |
| Quảng trường toros Malagueta                                 | Di tích                         | Málaga                               | 36°43′13″B 4°24′39″T / 36,72036°B 4,410791°T          | RI-51-0004470       | 11-02-1981           | Plaza de toros de La Malagueta · Upload image                                                  |
| Mercado Atarazanas                                           | Di tích                         | Málaga                               | 36°43′06″B 4°25′26″T / 36,718333°B 4,423889°T         | RI-51-0004371       | 22-06-1979           | Puerta de las Atarazanas · Upload image                                                        |
| Nhà thờ Sagrario (Málaga)                                    | Di tích                         | Málaga                               | 36°43′14″B 4°25′10″T / 36,720556°B 4,419444°T         | RI-51-0000742       | 03-06-1931           | Puerta e Iglesia Gótica del Sagrario · Upload image                                            |
| Nhà thờ chính tòa Málaga                                     | Di tích                         | Málaga                               | 36°43′B 4°25′T / 36,72°B 4,42°T                       | RI-51-0000728       | 03-06-1931           | Santa Iglesia Catedral Basílica de la Encarnación · Upload image                               |
| Mộ Victoria (Málaga)                                         | Di tích                         | Málaga                               |                                                       | RI-51-0005283       | 07-06-1994           | Santuario de Ntra. Sra. de la Victoria, Hospital Militar y Plaza de Alfonso XII · Upload image |
| Teatro Cervantes (Málaga)                                    | Khu phức hợp lịch sử            | Málaga                               | 36°43′28″B 4°25′08″T / 36,724494°B 4,418786°T         | RI-53-0011534       | 12-07-2005           | Teatro Cervantes (Málaga) · Upload image                                                       |
| Teatro Romano Málaga                                         | Di tích Thời gian: Thế kỷ 1 TCN | Málaga                               | 36°43′16″B 4°25′01″T / 36,721224°B 4,416898°T         | RI-51-0003875       | 16-03-1972           | Teatro Romano de Málaga · Upload image                                                         |
| Tháp Palomas                                                 | Di tích                         | Málaga                               |                                                       | RI-51-0008050       | 22-06-1993           | Torre Palomas · Upload image                                                                   |
| Đồi Villar                                                   | Zona arqueológica               | Málaga Desembocadura del Guadalhorce |                                                       | RI-55-0000520       | 12-05-1998           | Yacimiento El Cerro del Villar · Upload image                                                  |

#### Manilva
| Tên                                 | Dạng              | Địa điểm            | Tọa độ | Số hồ sơ tham khảo? | Ngày nhận danh hiệu? | Hình ảnh                              |
| ----------------------------------- | ----------------- | ------------------- | ------ | ------------------- | -------------------- | ------------------------------------- |
| Lâu đài Duquesa                     | Di tích           | Manilva             |        | RI-51-0011280       | 25-06-1985           | Castillo de la Duquesa · Upload image |
| Lâu đài Sabinilla hay Đồn Sabinilla | Di tích           | Manilva             |        | RI-51-0008052       | 22-06-1993           | Upload image                          |
| Tháp Chullera                       | Di tích           | Manilva             |        | RI-51-0008053       | 22-06-1993           | Upload image                          |
| Entorno Lâu đài Duquesa             | Zona arqueológica | Manilva El Castillo |        | RI-55-0000216       | 15-03-2005           | Upload image                          |

#### Marbella
| Tên                        | Dạng              | Địa điểm                                      | Tọa độ | Số hồ sơ tham khảo? | Ngày nhận danh hiệu? | Hình ảnh                              |
| -------------------------- | ----------------- | --------------------------------------------- | ------ | ------------------- | -------------------- | ------------------------------------- |
| Hang Pecho Redondo         | Di tích           | Marbella                                      |        | RI-51-0011311       | 25-06-1985           | Upload image                          |
| Lâu đài Alicates           | Di tích           | Marbella                                      |        | RI-51-0011281       | 25-06-1985           | Upload image                          |
| Đồi Torrón                 | Di tích           | Marbella                                      |        | RI-51-0011282       | 25-06-1985           | Upload image                          |
| Lâu đài Marbella           | Di tích           | Marbella                                      |        | RI-51-0011283       | 25-06-1985           | Castillo de Marbella · Upload image   |
| Tháp Mar (Marbella)        | Di tích           | Marbella                                      |        | RI-51-0011284       | 25-06-1985           | Upload image                          |
| Tháp Bóvedas               | Di tích           | Marbella                                      |        | RI-51-0011285       | 25-06-1985           | Upload image                          |
| Ruinas (Romanas)           | Zona arqueológica | Marbella                                      |        | RI-55-0000025       | 03-06-1931           | Upload image                          |
| Villa romana Río Verde     | Zona arqueológica | Marbella Desembocadura del Río Verde (Málaga) |        | RI-55-0000206       | 13-03-2007           | Upload image                          |
| Termas romanas Las Bóvedas | Zona arqueológica | Marbella San Pedro Alcántara                  |        | RI-55-0000514       | 24-07-2007           | Upload image                          |
| Bệnh viện Bazán            | Di tích           | Marbella                                      |        | RI-51-0011161       | 13-01-2004           | Antiguo Hospital Bazán · Upload image |
| Lâu đài Madera             | Di tích           | Marbella                                      |        | RI-51-0008054       | 22-06-1993           | Upload image                          |
| Tháp Duque                 | Di tích           | Marbella                                      |        | RI-51-0008055       | 22-06-1993           | Upload image                          |
| Tháp Ancón                 | Di tích           | Marbella                                      |        | RI-51-0008056       | 22-06-1993           | Upload image                          |
| Tháp Río Real              | Di tích           | Marbella                                      |        | RI-51-0008057       | 22-06-1993           | Upload image                          |
| Tháp "Lance Cañas"         | Di tích           | Marbella                                      |        | RI-51-0008058       | 22-06-1993           | Upload image                          |
| Tháp Ladrones              | Di tích           | Marbella                                      |        | RI-51-0008059       | 22-06-1993           | Torre Ladrones · Upload image         |
| Fuerte San Luis (Marbella) | Di tích           | Marbella                                      |        | RI-51-0008060       | 22-06-1993           | Upload image                          |

#### Mijas
| Tên                        | Dạng                 | Địa điểm | Tọa độ                                        | Số hồ sơ tham khảo? | Ngày nhận danh hiệu? | Hình ảnh                                                   |
| -------------------------- | -------------------- | -------- | --------------------------------------------- | ------------------- | -------------------- | ---------------------------------------------------------- |
| Tháp Batería Lạch Moral    | Di tích              | Mijas    |                                               | RI-51-0011286       | 25-06-1985           | Torre Vieja de la Batería de Cala del Moral · Upload image |
| Tháp và Cimientos Castillo | Di tích              | Mijas    |                                               | RI-51-0008061       | 22-06-1993           | Upload image                                               |
| Tháp Lâu đài Osunilla      | Di tích              | Mijas    |                                               | RI-51-0008062       | 22-06-1993           | Upload image                                               |
| Tháp Calahonda             | Di tích              | Mijas    |                                               | RI-51-0008063       | 22-06-1993           | Upload image                                               |
| Tháp Nueva Lạch Moral      | Di tích              | Mijas    |                                               | RI-51-0008064       | 22-06-1993           | Upload image                                               |
| Quần thể Histórico Mijas   | Khu phức hợp lịch sử | Mijas    | 36°35′44″B 4°38′14″T / 36,595556°B 4,637222°T | RI-53-0000104       | 06-06-1969           | Conjunto Histórico de Mijas · Upload image                 |
| Tháp Calaburras            | Di tích              | Mijas    |                                               | RI-51-0008065       | 22-06-1993           | Upload image                                               |

#### Mollina
| Tên                   | Dạng    | Địa điểm | Tọa độ | Số hồ sơ tham khảo? | Ngày nhận danh hiệu? | Hình ảnh     |
| --------------------- | ------- | -------- | ------ | ------------------- | -------------------- | ------------ |
| Nhà trú tạm Porqueros | Di tích | Mollina  |        | RI-51-0011312       | 25-06-1985           | Upload image |

#### Monda
| Tên                                              | Dạng            | Địa điểm | Tọa độ | Số hồ sơ tham khảo? | Ngày nhận danh hiệu? | Hình ảnh     |
| ------------------------------------------------ | --------------- | -------- | ------ | ------------------- | -------------------- | ------------ |
| Lâu đài "Villeta"                                | Di tích         | Monda    |        | RI-51-0008066       | 22-06-1993           | Upload image |
| Paraje Pintoresco Villa Monda và sus alrededores | Khu vực lịch sử | Monda    |        | RI-54-0000034       | 11-03-1971           | Upload image |

#### Montejaque
| Tên                | Dạng    | Địa điểm   | Tọa độ | Số hồ sơ tham khảo? | Ngày nhận danh hiệu? | Hình ảnh                           |
| ------------------ | ------- | ---------- | ------ | ------------------- | -------------------- | ---------------------------------- |
| Hang Hundidero     | Di tích | Montejaque |        | RI-51-0011313       | 25-06-1985           | Cueva del Hundidero · Upload image |
| Lâu đài Montejaque | Di tích | Montejaque |        | RI-51-0011287       | 25-06-1985           | Upload image                       |

### N

#### Nerja
| Tên                          | Dạng                                                                           | Địa điểm   | Tọa độ                                        | Số hồ sơ tham khảo? | Ngày nhận danh hiệu? | Hình ảnh                           |
| ---------------------------- | ------------------------------------------------------------------------------ | ---------- | --------------------------------------------- | ------------------- | -------------------- | ---------------------------------- |
| Lâu đài Nerja                | Di tích Kiến trúc quân sự Tình trạng: Desaparecido, hoy es el Balcón de Europa | Nerja      | 36°44′39″B 3°52′31″T / 36,744168°B 3,875414°T | RI-51-0011288       | 25-06-1985           | Castillo de Nerja · Upload image   |
| Hang Nerja                   | Di tích                                                                        | Nerja Maro | 36°46′00″B 3°50′00″T / 36,7667°B 3,83333°T    | RI-51-0001285       | 25-05-1961           | Cueva de Nerja · Upload image      |
| Hang Nerja                   | Zona arqueológica                                                              | Nerja Maro | 36°46′00″B 3°50′00″T / 36,7667°B 3,83333°T    | RI-55-0000864       | 31-10-2006           | Cueva de Nerja · Upload image      |
| Tháp Maro                    | Di tích Kiến trúc phòng thủ                                                    | Nerja Maro | 36°44′55″B 3°48′22″T / 36,748684°B 3,806033°T | RI-51-0008068       | 22-06-1993           | Torre de Maro · Upload image       |
| Thápcilla Nerja              | Di tích Kiến trúc phòng thủ                                                    | Nerja      | 36°44′28″B 3°53′04″T / 36,741001°B 3,884321°T | RI-51-0008073       | 22-06-1993           | Torrecilla de Nerja · Upload image |
| Lâu đài ở río Miel           | Di tích                                                                        | Nerja      |                                               | RI-51-0008067       | 22-06-1993           | Upload image                       |
| Tháp río Miel                | Di tích                                                                        | Nerja      |                                               | RI-51-0008069       | 22-06-1993           | Upload image                       |
| Tháp Pino                    | Di tích                                                                        | Nerja      |                                               | RI-51-0008070       | 22-06-1993           | Upload image                       |
| Tháp Caleta                  | Di tích                                                                        | Nerja      |                                               | RI-51-0008071       | 22-06-1993           | Upload image                       |
| Alrededores Maro-Cueva Nerja | Khu vực lịch sử                                                                | Nerja      |                                               | RI-54-0000024       | 11-05-1968           | Upload image                       |
| Tháp Macaca                  | Di tích                                                                        | Nerja      |                                               | RI-51-0008072       | 22-06-1993           | Upload image                       |

### O

#### Ojén
| Tên          | Dạng    | Địa điểm | Tọa độ | Số hồ sơ tham khảo? | Ngày nhận danh hiệu? | Hình ảnh     |
| ------------ | ------- | -------- | ------ | ------------------- | -------------------- | ------------ |
| Lâu đài Ojén | Di tích | Ojén     |        | RI-51-0008074       | 22-06-1993           | Upload image |

### P

#### Periana
| Tên                     | Dạng    | Địa điểm | Tọa độ | Số hồ sơ tham khảo? | Ngày nhận danh hiệu? | Hình ảnh     |
| ----------------------- | ------- | -------- | ------ | ------------------- | -------------------- | ------------ |
| Nhà trú tạm Marchamonas | Di tích | Periana  |        | RI-51-0011314       | 25-06-1985           | Upload image |

### R

#### Rincón de la Victoria
| Tên                           | Dạng              | Địa điểm              | Tọa độ | Số hồ sơ tham khảo? | Ngày nhận danh hiệu? | Hình ảnh                                   |
| ----------------------------- | ----------------- | --------------------- | ------ | ------------------- | -------------------- | ------------------------------------------ |
| Hang Tesoro và Cueva Victoria | Zona arqueológica | Rincón de la Victoria |        | RI-55-0000692       | 26-02-2002           | Upload image                               |
| Hang Cantal Chico             | Di tích           | Rincón de la Victoria |        | RI-51-0011315       | 25-06-1985           | Upload image                               |
| Lâu đài Bezmiliana            | Di tích           | Rincón de la Victoria |        | RI-51-0008075       | 22-06-1993           | Castillo. Fuente Mismiliana · Upload image |
| Tháp Cantal                   | Di tích           | Rincón de la Victoria |        | RI-51-0008076       | 22-06-1993           | Torre del Cantal · Upload image            |
| Tháp Benagalbón (torre)       | Di tích           | Rincón de la Victoria |        | RI-51-0008077       | 22-06-1993           | Upload image                               |

#### Ronda
| Tên                                                       | Dạng                        | Địa điểm | Tọa độ                                        | Số hồ sơ tham khảo? | Ngày nhận danh hiệu? | Hình ảnh                                                         |
| --------------------------------------------------------- | --------------------------- | -------- | --------------------------------------------- | ------------------- | -------------------- | ---------------------------------------------------------------- |
| Nhà trú tạm Puerto Viento                                 | Di tích                     | Ronda    |                                               | RI-51-0011316       | 25-06-1985           | Upload image                                                     |
| Arco Cristo (Cổng Imágenes)                               | Di tích Kiến trúc phòng thủ | Ronda    | 36°44′22″B 5°10′06″T / 36,739307°B 5,168297°T | RI-51-0000735       | 03-06-1931           | Upload image                                                     |
| Lâu đài Moral                                             | Di tích                     | Ronda    |                                               | RI-51-0011289       | 25-06-1985           | Upload image                                                     |
| Ciudad Ronda                                              | Khu phức hợp lịch sử        | Ronda    | 36°44′14″B 5°09′53″T / 36,737222°B 5,164722°T | RI-53-0000078       | 06-10-1966           | Ciudad de Ronda · Upload image                                   |
| Nhà Rey Moro (Ronda)                                      | Jardín histórico            | Ronda    |                                               | RI-52-0000022       | 27-09-1943           | Jardín Anejo al Palacio del Rey Moro · Upload image              |
| Tháp Agüita I                                             | Di tích                     | Ronda    |                                               | RI-51-0011290       | 25-06-1985           | Upload image                                                     |
| Tường Urbana (Ronda)                                      | Di tích                     | Ronda    |                                               | RI-51-0011291       |                      | Muralla Urbana (Ronda) · Upload image                            |
| Nhà thờ Mozárabe Hang San Antón                           | Di tích                     | Ronda    |                                               | RI-51-0004963       | 20-10-1983           | Upload image                                                     |
| Cung điện Salvatierra                                     | Di tích                     | Ronda    |                                               | RI-51-0004751       | 12-11-1982           | Palacio de los Marqueses de Salvatierra · Upload image           |
| Nhà thờ Santa María Mayor (Ronda)                         | Di tích                     | Ronda    |                                               | RI-51-0000731       | 03-06-1931           | Iglesia de Santa María de la Encarnación la Mayor · Upload image |
| Nhà thờ San Sebastián (Ronda)                             | Di tích                     | Ronda    |                                               | RI-51-0000732       | 03-06-1931           | Torre de la desaparecida Iglesia de San Sebastián · Upload image |
| Baños árabes Ronda                                        | Di tích                     | Ronda    |                                               | RI-51-0000733       | 03-06-1931           | Baños Árabes en el Barrio de San Miguel · Upload image           |
| Nhà Gigante                                               | Di tích                     | Ronda    |                                               | RI-51-0000734       | 03-06-1931           | Upload image                                                     |
| Acinipo                                                   | Di tích                     | Ronda    |                                               | RI-51-0000736       | 03-06-1931           | Ruinas del Teatro Romano · Upload image                          |
| Lâu đài Laurel                                            | Di tích                     | Ronda    |                                               | RI-51-0008078       | 22-06-1993           | Upload image                                                     |
| Lâu đài Ortejícar (Ronda)                                 | Di tích                     | Ronda    |                                               | RI-51-0008079       | 22-06-1993           | Upload image                                                     |
| Tháp Lifa                                                 | Di tích                     | Ronda    |                                               | RI-51-0008080       | 22-06-1993           | Upload image                                                     |
| Quảng trường toros Ronda                                  | Di tích                     | Ronda    |                                               | RI-51-0008662       | 30-11-1993           | Plaza de Toros de Ronda · Upload image                           |
| Nghĩa địa megalítica Planilla                             | Zona arqueológica           | Ronda    |                                               | RI-55-0000197       | 10-06-2008           | Upload image                                                     |
| Khu vực Khảo cổ Loma Espejo                               | Zona arqueológica           | Ronda    |                                               | RI-55-0000229       | 20-05-2008           | Upload image                                                     |
| Khu vực Khảo cổ "necrópolis Angostura, Moral và Gigantes" | Zona arqueológica           | Ronda    |                                               | RI-55-0000438       | 29-03-1994           | Upload image                                                     |

### S

#### Salares
| Tên                               | Dạng                                                   | Địa điểm | Tọa độ                                        | Số hồ sơ tham khảo? | Ngày nhận danh hiệu? | Hình ảnh               |
| --------------------------------- | ------------------------------------------------------ | -------- | --------------------------------------------- | ------------------- | -------------------- | ---------------------- |
| Alminar Actualmente torre iglesia | Di tích Kiến trúc tôn giáo Kiểu: Arquitectura mozárabe | Salares  | 36°51′19″B 4°01′27″T / 36,855177°B 4,024176°T | RI-51-0004388       | 16-11-1979           | Alminar · Upload image |

#### Sedella
| Tên                     | Dạng    | Địa điểm | Tọa độ | Số hồ sơ tham khảo? | Ngày nhận danh hiệu? | Hình ảnh     |
| ----------------------- | ------- | -------- | ------ | ------------------- | -------------------- | ------------ |
| Tàn tích Muros Castillo | Di tích | Sedella  |        | RI-51-0008081       | 22-06-1993           | Upload image |

#### Sierra de Yeguas
| Tên               | Dạng    | Địa điểm                      | Tọa độ | Số hồ sơ tham khảo? | Ngày nhận danh hiệu? | Hình ảnh     |
| ----------------- | ------- | ----------------------------- | ------ | ------------------- | -------------------- | ------------ |
| Cortijo Mezquitas | Di tích | Sierra de Yeguas và Campillos |        | RI-51-0012087       | 22-12-2008           | Upload image |

### T

#### Teba
| Tên                    | Dạng              | Địa điểm | Tọa độ | Số hồ sơ tham khảo? | Ngày nhận danh hiệu? | Hình ảnh                                                    |
| ---------------------- | ----------------- | -------- | ------ | ------------------- | -------------------- | ----------------------------------------------------------- |
| Hang Tajo Molino       | Di tích           | Teba     |        | RI-51-0011317       | 25-06-1985           | Upload image                                                |
| Tháp Olivar            | Di tích           | Teba     |        | RI-51-0011292       | 25-06-1985           | Upload image                                                |
| Teba#Lâu đài Estrella  | Di tích           | Teba     |        | RI-51-0008082       | 22-06-1993           | Upload image                                                |
| Tháp Cerro             | Di tích           | Teba     |        | RI-51-0008083       | 22-06-1993           | Upload image                                                |
| Los Castillejos (Teba) | Zona arqueológica | Teba     |        | RI-55-0000876       | 05-02-2008           | Yacimiento Arqueológico de "Los Castillejos" · Upload image |

#### Tolox
| Tên                | Dạng    | Địa điểm | Tọa độ | Số hồ sơ tham khảo? | Ngày nhận danh hiệu? | Hình ảnh     |
| ------------------ | ------- | -------- | ------ | ------------------- | -------------------- | ------------ |
| Lâu đài Tolox      | Di tích | Tolox    |        | RI-51-0011293       | 25-06-1985           | Upload image |
| Castillejo (Tolox) | Di tích | Tolox    |        | RI-51-0008084       | 22-06-1993           | Upload image |

#### Torremolinos
| Tên                                            | Dạng    | Địa điểm     | Tọa độ                                        | Số hồ sơ tham khảo? | Ngày nhận danh hiệu? | Hình ảnh                                                                 |
| ---------------------------------------------- | ------- | ------------ | --------------------------------------------- | ------------------- | -------------------- | ------------------------------------------------------------------------ |
| Tòa nhà Antiguo Colegio Huérfanos Ferroviarios | Di tích | Torremolinos | 36°37′42″B 4°29′53″T / 36,628461°B 4,49807°T  | RI-51-0006840       | 02-11-1990           | Edificio del Antiguo Colegio de Huérfanos de Ferroviarios · Upload image |
| Tháp Molinos                                   | Di tích | Torremolinos | 36°37′18″B 4°29′49″T / 36,621782°B 4,497035°T | RI-51-0008087       | 22-06-1993           | Torre Vigía "Molinos" · Upload image                                     |

#### Torrox
| Tên                           | Dạng              | Địa điểm | Tọa độ | Số hồ sơ tham khảo? | Ngày nhận danh hiệu? | Hình ảnh                                   |
| ----------------------------- | ----------------- | -------- | ------ | ------------------- | -------------------- | ------------------------------------------ |
| Tường Urbana (Torrox)         | Di tích           | Torrox   |        | RI-51-0011294       | 25-06-1985           | Upload image                               |
| Tháp Calaceite                | Di tích           | Torrox   |        | RI-51-0008085       | 22-06-1993           | Upload image                               |
| Tháp Guil hay Morche          | Di tích           | Torrox   |        | RI-51-0008086       | 22-06-1993           | Upload image                               |
| Tu viện Nuestra Señora Nieves | Di tích           | Torrox   |        | RI-51-0009243       | 18-07-2006           | Upload image                               |
| Faro Torrox                   | Zona arqueológica | Torrox   |        | RI-55-0000511       | 20-02-2007           | Conjunto del Faro de Torrox · Upload image |

#### Totalán
| Tên                    | Dạng    | Địa điểm | Tọa độ | Số hồ sơ tham khảo? | Ngày nhận danh hiệu? | Hình ảnh     |
| ---------------------- | ------- | -------- | ------ | ------------------- | -------------------- | ------------ |
| Tháp Salazar (Totalán) | Di tích | Totalán  |        | RI-51-0012244       |                      | Upload image |

### V

#### Vélez-Málaga
| Tên                                                                                   | Dạng                 | Địa điểm     | Tọa độ                                   | Số hồ sơ tham khảo? | Ngày nhận danh hiệu? | Hình ảnh                                                                 |
| ------------------------------------------------------------------------------------- | -------------------- | ------------ | ---------------------------------------- | ------------------- | -------------------- | ------------------------------------------------------------------------ |
| Lâu đài Vélez-Málaga)                                                                 | Di tích              | Vélez-Málaga |                                          | RI-51-0008088       | 22-06-1993           | Castillo (Vélez-Málaga) · Upload image                                   |
| Đồn "Lâu đài Marqués"                                                                 | Di tích              | Vélez-Málaga |                                          | RI-51-0008089       | 22-06-1993           | Fortín "Castillo del Marqués" · Upload image                             |
| Lâu đài "Tháp Mar"                                                                    | Di tích              | Vélez-Málaga |                                          | RI-51-0008090       | 22-06-1993           | Upload image                                                             |
| Tháp ở boca río Vélez                                                                 | Di tích              | Vélez-Málaga |                                          | RI-51-0008091       | 22-06-1993           | Upload image                                                             |
| Tháp Jaral                                                                            | Di tích              | Vélez-Málaga |                                          | RI-51-0008092       | 22-06-1993           | Upload image                                                             |
| Tháp Lagos                                                                            | Di tích              | Vélez-Málaga |                                          | RI-51-0008093       | 22-06-1993           | Upload image                                                             |
| Tháp Chilches                                                                         | Di tích              | Vélez-Málaga |                                          | RI-51-0008094       | 22-06-1993           | Upload image                                                             |
| Tháp Moya                                                                             | Di tích              | Vélez-Málaga |                                          | RI-51-0008095       | 22-06-1993           | Upload image                                                             |
| Tàn tích Tháp Lâu đài Almayate                                                        | Di tích              | Vélez-Málaga |                                          | RI-51-0008096       | 22-06-1993           | Upload image                                                             |
| Tháp Atalaya (Vélez-Málaga)                                                           | Di tích              | Vélez-Málaga |                                          | RI-51-0011295       | 25-06-1985           | Upload image                                                             |
| Quần thể Histórico Vélez-Málaga                                                       | Khu phức hợp lịch sử | Vélez-Málaga | 36°47′00″B 4°06′00″T / 36,783333°B 4,1°T | RI-53-0000116       | 12-11-1970           | Conjunto Histórico de Vélez-Málaga · Upload image                        |
| Tu viện San José Soledad                                                              | Di tích              | Vélez-Málaga |                                          | RI-51-0011181       | 09-03-2004           | Antiguo Convento de San José · Upload image                              |
| Tu viện Carmelitas Descalzas (Vélez-Málaga)                                           | Di tích              | Vélez-Málaga |                                          | RI-51-0011965       | 26-09-2006           | Monasterio de Carmelitas Descalzas de Jesús, María y José · Upload image |
| Nhà thờ San Juan Bautista (Vélez-Málaga)                                              | Di tích              | Vélez-Málaga |                                          | RI-51-0012024       | 14-11-2006           | Iglesia de San Juan Bautista (Vélez-Málaga) · Upload image               |
| Toscanos, Đồi Peñón, Yacimientos desembocadura río Vélez, Đồi Mar và Nghĩa địa Jardín | Zona arqueológica    | Vélez-Málaga |                                          | RI-55-0000510       | 28-10-2008           | Upload image                                                             |

#### Villanueva del Rosario, Málaga
| Tên               | Dạng    | Địa điểm                       | Tọa độ | Số hồ sơ tham khảo? | Ngày nhận danh hiệu? | Hình ảnh     |
| ----------------- | ------- | ------------------------------ | ------ | ------------------- | -------------------- | ------------ |
| Dãy núi Camarolos | Di tích | Villanueva del Rosario, Málaga |        | RI-51-0011318       | 25-06-1985           | Upload image |

### Y

#### Yunquera
| Tên                     | Dạng    | Địa điểm | Tọa độ | Số hồ sơ tham khảo? | Ngày nhận danh hiệu? | Hình ảnh     |
| ----------------------- | ------- | -------- | ------ | ------------------- | -------------------- | ------------ |
| Lâu đài Yunquera        | Di tích | Yunquera |        | RI-51-0008097       | 22-06-1993           | Upload image |
| Lâu đài Tháp (Yunquera) | Di tích | Yunquera |        | RI-51-0008098       | 22-06-1993           | Upload image |